# ワールド・レスリング・アソシエーション (ロサンゼルス)
ワールド・レスリング・アソシエーション（World Wrestling Association）およびワールドワイド・レスリング・アソシエーツ（Worldwide Wrestling Associates、略称：WWA）は、アメリカ合衆国のカリフォルニア州ロサンゼルスを本拠地に活動していたプロレス団体。本項では後継団体であるNWAハリウッド・レスリング（NWA Hollywood Wrestling）についても記述する。

## 概要
ボクシングのプロモーターでもあったキャル・イートンとアイリーン・イートンの夫妻が1958年に設立したNAWA (North American Wrestling Alliance）を前身に、1961年に誕生した。正しくはワールドワイド・レスリング・アソシエーツ（Worldwide Wrestling Associates）という名称で、イートン夫妻が運営していたオリンピック・オーディトリアムを常打ち会場として興行を開催した。オーナーシップはアイリーンと前夫との息子であるマイク・ラベールが引き継ぎ、ブッカーは元プロレスラーのジュリアス・ストロンボーが担当した。
1960年代には、NWA、AWA、WWWFと共にアメリカの4大メジャー団体の一角を占め、フラッグシップ・タイトルのWWA世界ヘビー級王座は、NWA世界ヘビー級王座、AWA世界ヘビー級王座、WWWF世界ヘビー級王座と並び、「4大世界王座」と呼ばれていたこともあった。歴代王者には、NAWA時代からのチャンピオンであるエドワード・カーペンティアやフレッド・ブラッシーをはじめ、力道山、ザ・デストロイヤー、ベアキャット・ライト、ディック・ザ・ブルーザー、カウボーイ・ボブ・エリス、ペドロ・モラレス、ルーク・グラハム、バディ・オースチン、ボボ・ブラジル、ルー・テーズ、マーク・ルーイン、キム・イル、マイク・デビアスなどの強豪が名を連ねている。このうち、力道山は東洋人レスラー初、デストロイヤーは覆面レスラー初、ライトは黒人レスラー初の世界ヘビー級王者であるなど、他地区とは一線を画す独自のマッチメイクを展開していた。
このほか、アントニオ・ロッカ、リッキー・スター、ハードボイルド・ハガティ、ドン・レオ・ジョナサン、ニック・ボックウィンクル、ロード・ブレアース、ゴリラ・モンスーン、キラー・カール・コックス、ヘイスタック・カルホーン、エイブ・ジェイコブズ、サンダーボルト・パターソン、カール・ゴッチ、マッドドッグ・バション、テキサス・マッケンジー、ザ・ファビュラス・カンガルーズ（アル・コステロ&ロイ・ヘファーナン）、ザ・ケンタッキアンズ（ジェイク・スミス&ルーク・ブラウン）、ジ・アサシンズ（トム・レネスト&ジョディ・ハミルトン）、さらには晩年のプリモ・カルネラやサンダー・ザボー、西海岸地区のレジェンドだったゴージャス・ジョージなども参戦した。メキシコ系住民の多い地域特性から、エンリケ・トーレスやジェス・オルテガ、リッキー・ロメロ、そしてミル・マスカラスも招聘されて人気を博した。
しかし、次第に団体側の思惑による不可解な王座の移動や剥奪などが行われるようになり、ファンや関係者からは「マット界の伏魔殿」とも揶揄された。1968年10月、NWAに吸収合併される形で傘下団体となり、NWAハリウッド・レスリング（NWA Hollywood Wrestling）に改称した。それに伴い、それまで認定していた世界王座はシングル、タッグ共にNWAロサンゼルス地区のローカルタイトルに降格させられた。1970年代前半はマスカラスやビクター・リベラ、1970年代後半からはチャボ・ゲレロをエース格に、WWFや新日本プロレスとも提携していたが、ハリウッド・レスリングも1970年代末より観客動員が落ち込んで経営状態が悪化し、1982年に活動を停止した。

## 日本との関係
WWAの実質的な活動期間は7年間ほどであったものの、力道山が世界ヘビー級王座を獲得するなど、日本とは縁の深い団体でもあった。ブッカーのミスター・モトを通じて日本プロレスとは密接な提携関係を築き、ジャイアント馬場をはじめとする日本人選手も遠征に出向いた。日本プロレスに所属していた選手では、力道山のほかにも大木金太郎や豊登もWWA世界ヘビー級王座を獲得したことがある（ただし、豊登についてはタイトルの移動が認められておらず、彼を王者としてカウントするかは諸説ある）。
後継団体のNWAハリウッド・レスリングは、日本プロレス崩壊後にワールドプロレスリングの解説者で日本プロレス元取締役であった遠藤幸吉を仲介役として新日本プロレスと提携し、初期の新日本プロレスにおける外国人招聘ルートの主軸となった。プロモーターのマイク・ラベールがNWAの反主流派ということもあり、同じくNWAの反主流派であったWWF（現WWE）と新日本プロレスを結びつけるきっかけも作っている。アントニオ猪木をはじめ、坂口征二、藤波辰巳、長州力ら主力選手も海外遠征でハリウッド・レスリングに出場し、NWFヘビー級王座や北米タッグ王座、WWFジュニアヘビー級王座の防衛戦もオリンピック・オーディトリアムにて行われた。1981年から1982年にかけては、当時の新日本所属選手だったグラン浜田や小林邦昭（キッド・コビー）がフラッグシップ・タイトルのNWAアメリカス・ヘビー級王座を獲得しており、NWAアメリカス・タッグ王座には、1978年に上田馬之助（ミスター・イトー）&木村健吾（パク・チュー）、1982年にラッシャー木村（ミスター・トヨ）&剛竜馬（ミスター・ゴー）が戴冠している。

## タイトル
- WWA世界ヘビー級王座[3]（後のNWAアメリカス・ヘビー級王座[10]）
- WWA世界タッグ王座[12]（後のNWAアメリカス・タッグ王座[11]）
- WWA USタッグ王座[13]
- WWAブラスナックル王座[14]

### NWAアメリカス・ヘビー級王座
WWA世界ヘビー級王座の後任タイトルであるNWAアメリカス・ヘビー級王座は、もともとはWWAが活動していた1967年5月に、WWA世界ヘビー級王座に次ぐナンバー2タイトルとして誕生している。これは、いずれWWAがNWAの傘下になると想定していたブッカーのジュリアス（ジュールズ）・ストロンボーが、先を見越して新設したものともされている。アメリカの複数形である "Americas" とは南北のアメリカ大陸を意味しており、そのためアルゼンチン出身のパンピロ・フィルポが、メキシコでの王座決定戦に勝利したという触れ込みで初代王者に認定された。
以降、WWA認定時代はマイク・デビアス、マーク・ルーイン、フレッド・ブラッシー、ミル・マスカラス、ボボ・ブラジルらが戴冠した。NWAへの吸収合併後は、後継団体であるNWAハリウッド・レスリングのフラッグシップ・タイトルとなり、ブラッシー、ブラジル、マスカラス、ザ・シーク、グレート小鹿、ロッキー・ジョンソン、キンジ・シブヤ、ジョン・トロス、ブラック・ゴールドマン、フランキー・レイン、キラー・コワルスキー、ビクター・リベラ、アーニー・ラッド、テリー・ファンク、パク・ソン、ポークチョップ・キャッシュ、エドワード・カーペンティア、グレッグ・バレンタイン、ドン・ムラコ、レス・ソントン、チャボ・ゲレロ、ロディ・パイパー、ザ・ハングマン、ケン・マンテル、ドクター・ヒロ・オオタ、ドリー・ファンク・ジュニア、トール・タナカ、キース・フランクス、マンド・ゲレロ、テキサス・レッド、ヘクター・ゲレロ、ムーンドッグ・ロニー・メイン、レロイ・ブラウン、アル・マドリル、ブル・ラモス、パット・パターソン、ロン・スター、クリス・アダムス、ピーター・メイビア、グラン浜田、スウィート・ブラウン・シュガー、エイドリアン・ストリート、キッド・コビー、サイクロン・ネグロ、キラー・キムなどが戴冠している。